# Marek Hamšík
Marek Hamšík (wym. [ˈmarɛk ˈɦamʃiːk]; ur. 27 lipca 1987 w Bańskiej Bystrzycy) – słowacki piłkarz, który w latach 2004–2023 występował na pozycji pomocnika. W latach 2007–2023 reprezentant Słowacji.
Jego pierwszym klubem w karierze było Jupie Podlavice, w którym trenował do 2002 roku. Następnie przeniósł się do Slovana Bratysława, gdzie początkowo występował w drużynach juniorskich, a w 2004 roku zadebiutował w pierwszym zespole. W wieku siedemnastu lat Hamšík wyjechał do Włoch, gdzie podpisał kontrakt z Brescią Calcio. W nowym klubie grał do lata 2007 roku, kiedy to został zawodnikiem SSC Napoli.
W reprezentacji Słowacji Hamšík zadebiutował 7 lutego 2007 roku w towarzyskim meczu z Polską. Od tego czasu stał się podstawowym zawodnikiem drużyny narodowej, z którą brał między innymi udział w eliminacjach do Euro 2008. W 2009 roku razem z reprezentacją Słowacji awansował do Mistrzostw Świata 2010. Podczas eliminacji został kapitanem zespołu narodowego. Wcześniej występował w młodzieżowych drużynach swojego kraju – do lat 17, 19 i 21. 
W 2007 i 2008 roku Hamšík zajął drugie miejsca w plebiscycie na najlepszego słowackiego piłkarza oraz pierwsze miejsca w plebiscycie na najlepszego słowackiego piłkarza młodego pokolenia. W 2009 roku został najlepszym graczem w kraju. W 2011, 2016 i 2017 roku został wybrany do Drużyny Roku Serie A, a w 2015 roku znalazł się w drużynie sezonu Ligi Europy UEFA. W 2013 roku Hamšík został uznany przez Bloomberg za ósmego najlepszego piłkarza w Europie.

## Kariera klubowa

### Jupie Podlavice i Slovan Bratysława
Marek Hamšík w wieku czterech lat rozpoczął treningi w klubie Jupie Podlavice z Bańskiej Bystrzycy. 6 sierpnia 2002 roku został zawodnikiem Slovana Bratysława, gdzie początkowo występował w drużynach juniorskich. Przed sezonem 2004/2005 Hamšík został włączony do kadry dorosłego zespołu Slovana. Zadebiutował w nim 24 lipca w spotkaniu z MFK Zemplín Michalovce. Dwa tygodnie później zdobył pierwsza bramkę dla Slovana w meczu z Tatranem Prešov. Po rozegraniu sześciu spotkań odszedł do włoskiego klubu Brescia Calcio.

### Brescia Calcio
Do Brescii Hamšík przeszedł za 500 tysięcy euro i podpisał z tym klubem pięcioletni kontrakt. Wcześniej słowacki piłkarz odrzucił ofertę przedłużenia umowy ze Slovanem. W Serie A Hamšík zadebiutował 20 marca 2005 roku w przegranym 1:3 spotkaniu z Chievo Werona, kiedy to na boisku pojawił się w 65 minucie. W dniu debiutu miał 17 lat i 237 dni. Był to jedyny występ Słowaka w sezonie 2004/2005. Brescia w końcowej tabeli zajęła dziewiętnaste miejsce i spadła do drugiej ligi.
W sezonie 2005/2006 Hamšík rozegrał dla Brescii 24 ligowe pojedynki – 13 razy rozpoczynał mecz w podstawowej jedenastce i 11 razy wchodził na boisko z ławki rezerwowych. Brescia w Serie B uplasowała się na dziesiątej pozycji. W Pucharze Włoch dotarła do 1/8 finału, w którym została wyeliminowana przez AC Milan. W rewanżowym spotkaniu (przegrana 3:4) Hamšík strzelił swojego pierwszego gola dla Brescii.

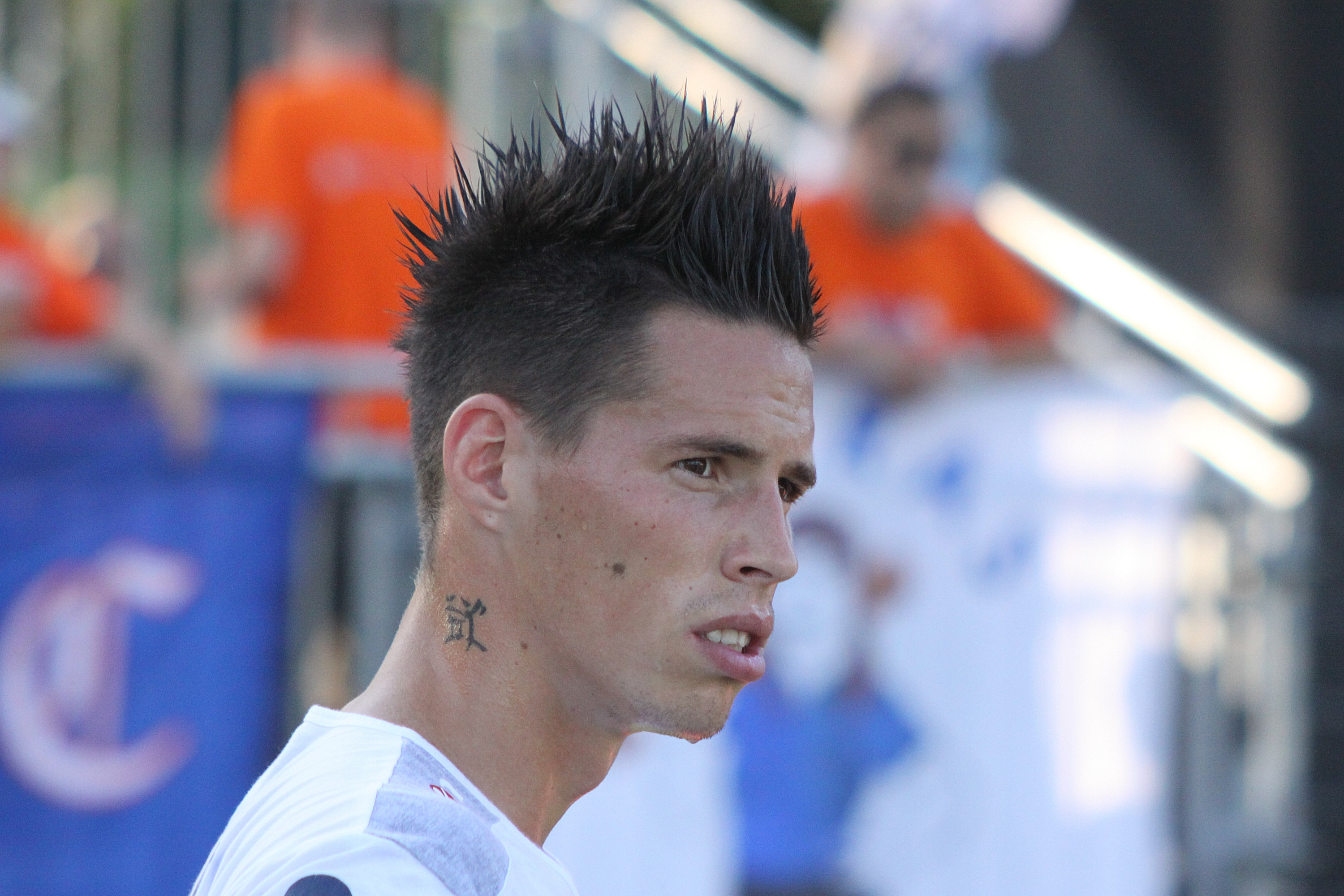

Podczas rozgrywek w sezonie 2006/2007 słowacki pomocnik był już podstawowym zawodnikiem swojego zespołu. Wystąpił w 40 spotkaniach Serie B (w tym 34 w wyjściowym składzie) i zdobył w nich 10 goli. Więcej trafień mieli tylko dwaj napastnicy Davide Possanzini (13) i Matteo Serafini (11). Hamšík strzelił zwycięskie bramki w ligowych pojedynkach z Treviso (2:1), Modeną (1:0), Arezzo (1:0), Piacenzą (2:1) oraz Lecce (1:0). Z Pucharu Włoch, podobnie jak przed rokiem, Brescia została wyeliminowana w 1/8 finału przez AC Milan, natomiast rozgrywki ligowe zakończyła na szóstej pozycji. W linii pomocy Brescii Hamšík grywał najczęściej razem z Luigi Piangerellim, Daniele Manninim oraz Simone Del Nero.

### SSC Napoli
28 czerwca 2007 roku Hamšík podpisał pięcioletni kontrakt z SSC Napoli. Działacze włoskiego klubu zapłacili za niego pięć i pół miliona euro. Razem ze Słowakiem w letnim okienku transferowym do Napoli przybyli również Walter Gargano, Ezequiel Lavezzi, Matteo Contini, Manuele Blasi oraz Marcelo Zalayeta.
W barwach nowego klubu Hamšík zadebiutował w wygranym 4:0 meczu Pucharu Włoch przeciwko Cesenie, w którym zdobył bramkę oraz miał asystę. 16 września 2007 roku Słowak strzelił swojego pierwszego gola w Serie A, a Napoli pokonało Sampdorię 2:0. Od początku sezonu 2007/2008 Hamšík w linii pomocy swojego zespołu grywał najczęściej z Mariano Bogliacino, Manuele Blasim oraz Walterem Gargano. W listopadzie 2007 roku dyrektor sportowy Napoli – Pierpaolo Marino powiedział, że mimo zainteresowania Hamšíkiem ze strony innych klubów nie zamierza sprzedawać swojego piłkarza.
Jedną z drużyn najbardziej zabiegających o Hamšíka był Juventus F.C. Claudio Ranieri w zamian za niego, oprócz gotówki, oferował również Marcelo Zalayetę i Manuele Blasiego, którzy do tej pory grali w Napoli na zasadzie współwłasności. 20 stycznia 2008 roku słowacki zawodnik strzelił oba gole w zremisowanym 2:2 pojedynku ligowym z S.S. Lazio. 31 stycznia kontrakt z Napoli podpisał Daniele Mannini, z którym Hamšík występował w Brescii Calcio. Włoch wywalczył sobie miejsce w podstawowym składzie Napoli kosztem Mariano Bogliacino i na środku pomocy zaczął grywać razem ze Słowakiem. Transfer Hamšíka do Napoli został uznany jednym z najlepszych transferów w lidze włoskiej, a Słowaka ogłoszono jednym z największych odkryć sezonu. Pod koniec ligowych rozgrywek zainteresowanie Hamšíkiem wyraził Liverpool, jednak działacze Napoli po raz kolejny poinformowali, że ich zawodnik nie jest na sprzedaż. W sezonie 2007/2008 Hamšík wystąpił w 37 spotkaniach Serie A oraz trzech meczach Pucharu Włoch. Napoli w lidze zajęło ósme miejsce i zapewniło sobie prawo startu w Pucharze Intertoto. Dzięki bramce Hamšíka dającej zwycięstwo 1:0 z Panioniosem Ateny, Napoli zwyciężyło w rozgrywkach Pucharu Intertoto i zapewniło sobie prawo startu w Pucharze UEFA. 12 kwietnia 2008 roku Hamšík przedłużył kontrakt z Napoli do 2013 roku

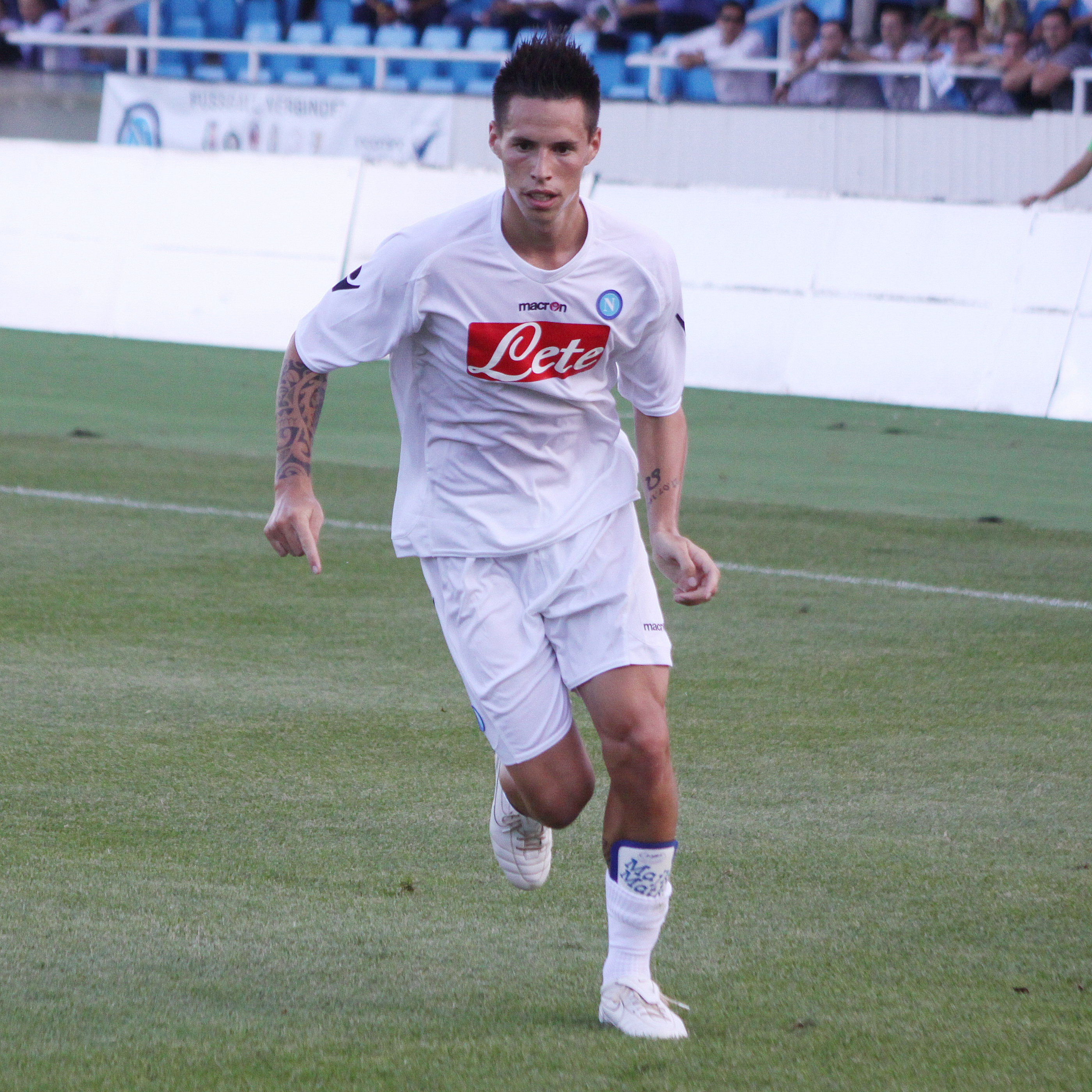

Sezon 2008/2009 Hamšík rozpoczął od strzelenia trzech goli w czterech spotkaniach. Słowak zdobył bramki w meczach z Romą (remis 1:1), Fiorentiną (wygrana 2:1) oraz US Palermo (wygrana 2:1). Hamšík stał się najlepszym strzelcem swojego zespołu prezentując lepszą skuteczność niż napastnicy Ezequiel Lavezzi, Germán Denis i Marcelo Zalayeta. W linii pomocy grywał najczęściej z takimi graczami jak Manuele Blasi, Walter Gargano, Christian Maggio, Daniele Mannini oraz Michele Pazienza. W rozgrywkach Pucharu UEFA Hamšík zadebiutował w zwycięskim 3:0 meczu eliminacyjnym przeciwko Vllaznie Szkodra. Z Pucharu UEFA Napoli zostało wyeliminowane przez Benficą Lizbona, z którą przegrało w dwumeczu 3:4. 2 listopada w spotkaniu z Milanem Hamšík doznał zwichnięcia stawu skokowego, jednak uraz nie był poważny i zawodnik wrócił do gry na następny mecz przeciwko Sampdorii. 19 stycznia 2009 roku Słowak został wybrany najlepszym piłkarzem młodego pokolenia w Serie A w 2008 roku. 11 marca 2009 roku na stanowisku trenera Napoli Edoardo Reję zastąpił Roberto Donadoni, który pod koniec sezonu powiedział, że liczy na pozostanie Hamšíka w klubie.
W trakcie sezonu zainteresowanie Hamšíkiem wykazywało wiele europejskich zespołów. Trener Interu Mediolan – José Mourinho zaoferował za Słowaka Julio Ricardo Cruza oraz Estebana Cambiasso. Wychowanek Slovana powiedział jednak, że nie zamierza opuszczać Neapolu i wiąże z tym klubem swoją przyszłość. Chęć pozyskania Hamšíka wyraziły również między innymi Juventus F.C., Inter Mediolan oraz Bayern Monachium. Pomimo gwarancji zarządu Napoli o pozostaniu Hamšíka, jedna z drużyn najbardziej zabiegających o jego pozyskanie, Juventus, w obowiązującym do 2013 roku kontrakcie Słowaka odszukał informację, że były zawodnik Slovana może odejść z zespołu, gdy ten nie zakwalifikuje się do europejskich pucharów. Menedżer słowackiego zawodnika – Fulvio Marrucco powiedział jednak, że jego klient nie ma zamiaru zmieniać klubu.
W sierpniu 2016 roku Hamšík przedłużył swój kontrakt z Napoli do 2020 roku.

### Dalian Yifang
14 lutego 2019 podpisał kontrakt z chińskim klubem Dalian Yifang, do którego został sprzedany za 15 milionów euro.

### IFK Göteborg
8 marca 2021 podpisał kontakt ze szwedzkim klubem IFK Göteborg.

### Trabzonspor
8 czerwca 2021 ogłoszono, że dołączy do tureckiego klubu Trabzonspor na mocy dwuletniego kontraktu, obowiązującego od 1 lipca 2021. Hamšík strzelił gola w swoim debiucie w Süper Lidze, zwyciężając 5:1 Yeni Malatyaspor 16 sierpnia. 1 czerwca 2023 ogłosił, że po zakończeniu sezonu przejdzie na piłkarską emeryturę. Pożegnał się z kibicami swojego klubu w 37. kolejce ligi tureckiej, 3 czerwca 2023 w wygranym 5:1 meczu przeciwko Alanyasporowi, w którym strzelił gola i zaliczył asystę.

## Statystyki
aktualne na dzień: 24 kwietnia 2021
| Sezon                  | Klub                   | Liga                   | Liga  | Liga | Puchar kraju    | Puchar kraju | Puchar kraju | Puchary europejskie                 | Puchary europejskie | Puchary europejskie | Łącznie | Łącznie |
| Sezon                  | Klub                   | Rozgrywki              | Mecze | Gole | Rozgrywki       | Mecze        | Gole         | Rozgrywki                           | Mecze               | Gole                | Mecze   | Gole    |
| ---------------------- | ---------------------- | ---------------------- | ----- | ---- | --------------- | ------------ | ------------ | ----------------------------------- | ------------------- | ------------------- | ------- | ------- |
| 2004/2005              | Slovan Bratysława      | 1.Liga                 | 6     | 1    | Puchar Słowacji | –            | –            | –                                   | –                   | –                   | 6       | 1       |
| Łącznie w Slovanie     | Łącznie w Slovanie     | Łącznie w Slovanie     | 6     | 1    |                 | –            | –            |                                     | –                   | –                   | 6       | 1       |
| 2004/2005              | Brescia Calcio         | Serie A                | 1     | 0    | Puchar Włoch    | 0            | 0            | –                                   | –                   | –                   | 1       | 0       |
| 2005/2006              | Brescia Calcio         | Serie B                | 24    | 0    | Puchar Włoch    | 4            | 1            | –                                   | –                   | –                   | 28      | 1       |
| 2006/2007              | Brescia Calcio         | Serie B                | 40    | 10   | Puchar Włoch    | 5            | 1            | –                                   | –                   | –                   | 45      | 11      |
| Łącznie w Brescii      | Łącznie w Brescii      | Łącznie w Brescii      | 65    | 10   |                 | 9            | 2            |                                     | –                   | –                   | 74      | 12      |
| 2007/2008              | SSC Napoli             | Serie A                | 37    | 9    | Puchar Włoch    | 3            | 1            | –                                   | –                   | –                   | 40      | 10      |
| 2008/2009              | SSC Napoli             | Serie A                | 32    | 9    | Puchar Włoch    | 2            | 1            | Puchar Intertoto+Puchar UEFA        | 2+4                 | 1+1                 | 40      | 12      |
| 2009/2010              | SSC Napoli             | Serie A                | 37    | 12   | Puchar Włoch    | 2            | 0            |                                     |                     |                     | 39      | 12      |
| 2010/2011              | SSC Napoli             | Serie A                | 37    | 11   | Puchar Włoch    | 2            | 0            | Liga Europy UEFA                    | 10                  | 2                   | 49      | 13      |
| 2011/2012              | SSC Napoli             | Serie A                | 37    | 9    | Puchar Włoch    | 5            | 1            | Liga Mistrzów UEFA                  | 8                   | 2                   | 50      | 12      |
| 2012/2013              | SSC Napoli             | Serie A                | 38    | 11   | Puchar Włoch    | 1            | 0            | Liga Europy UEFA                    | 4                   | 0                   | 43      | 11      |
| 2013/2014              | SSC Napoli             | Serie A                | 28    | 7    | Puchar Włoch    | 5            | 0            | Liga Mistrzów UEFA+Liga Europy UEFA | 4+4                 | 0+0                 | 41      | 7       |
| 2014/2015              | SSC Napoli             | Serie A                | 35    | 7    | Puchar Włoch    | 4            | 1            | Liga Mistrzów UEFA+Liga Europy UEFA | 2+12                | 1+4                 | 53      | 13      |
| 2015/2016              | SSC Napoli             | Serie A                | 38    | 6    | Puchar Włoch    | 2            | 0            | Liga Europy UEFA                    | 6                   | 2                   | 46      | 8       |
| 2016/2017              | SSC Napoli             | Serie A                | 38    | 12   | Puchar Włoch    | 3            | 1            | Liga Mistrzów UEFA                  | 2                   | 2                   | 43      | 15      |
| 2017/2018              | SSC Napoli             | Serie A                | 38    | 7    | Puchar Włoch    | 1            | 0            | Liga Mistrzów UEFA+Liga Europy UEFA | 8+2                 | 0+0                 | 49      | 7       |
| 2018/2019              | SSC Napoli             | Serie A                | 13    | 0    | Puchar Włoch    | 0            | 0            | Liga Mistrzów UEFA                  | 6                   | 1                   | 19      | 1       |
| Łącznie w Napoli       | Łącznie w Napoli       | Łącznie w Napoli       | 408   | 89   |                 | 30           | 5            |                                     | 74                  | 16                  | 512     | 121     |
| 2019                   | Dalian Pro             | Chinese Super League   | 28    | 2    | Puchar Chin     | 3            | 1            | –                                   | –                   | –                   | 31      | 3       |
| 2020                   | Dalian Pro             | Chinese Super League   | 14    | 2    | Puchar Chin     | 0            | 0            | –                                   | –                   | –                   | 14      | 2       |
| Łącznie w Dalian Pro   | Łącznie w Dalian Pro   | Łącznie w Dalian Pro   | 42    | 4    |                 | 3            | 1            |                                     |                     |                     | 45      | 5       |
| 2021                   | IFK Göteborg           | Allsvenskan            | 1     | 0    | Puchar Szwecji  | 0            | 0            | –                                   | –                   | –                   | 1       | 0       |
| Łącznie w IFK Göteborg | Łącznie w IFK Göteborg | Łącznie w IFK Göteborg | 1     | 0    |                 | 0            | 0            |                                     |                     |                     | 1       | 0       |
| Łącznie                | Łącznie                | Łącznie                | 522   | 104  |                 | 42           | 8            |                                     | 74                  | 16                  | 638     | 139     |

## Kariera reprezentacyjna

### Drużyny juniorskie
Hamšík ma za sobą występy w młodzieżowych reprezentacjach Słowacji. Brał między innymi udział w eliminacjach do Mistrzostw Europy U-17 oraz eliminacjach do Mistrzostw Europy U-19, jednak do żadnego z tych turniejów Słowacy ostatecznie się nie zakwalifikowali. Hamšík był również członkiem reprezentacji Słowacji do lat 21.

### Dorosła reprezentacja
W dorosłej reprezentacji Słowacji Hamšík zadebiutował 7 lutego 2007 roku w towarzyskim meczu z Polską. Spotkanie zakończyło się remisem 2:2, a Hamšík na boisku pojawił się w 81. minucie zmieniając Igora Žofčáka.
Drugie spotkanie w zespole narodowym piłkarz Napoli rozegrał 6 czerwca w pojedynku eliminacjach do Euro 2008 z Niemcami. Słowacja przegrała 1:2, a Hamšík rozegrał pełne 90 minut. Pierwszego gola dla reprezentacji Hamšík strzelił 13 października w pojedynku przeciwko San Marino, które zakończyło się zwycięstwem Słowacji 7:0. W corocznym plebiscycie na najlepszego słowackiego piłkarza Hamšík zajął drugie miejsce za Martinem Škrtelem, zdobył natomiast tytuł najlepszego słowackiego piłkarza młodego pokolenia. Reprezentacja Słowacji w swojej grupie eliminacyjnej do Euro 2008 zajęła ostatecznie czwarte miejsce i nie awansowała do turnieju.
W 2008 roku nowym szkoleniowcem Słowaków został Vladimír Weiss, który zastąpił na tym stanowisku Jána Kociana. Pod wodzą nowego trenera reprezentacja rozpoczęła eliminacje do Mistrzostw Świata 2010. Hamšík stał się podstawowym graczem zespołu prowadzonego przez Weissa i w pierwszym spotkaniu eliminacyjnym z Irlandią Północną strzelił jedną z bramek. 19 listopada były zawodnik Slovana Bratysława zdobył dwa gole w zwycięskim 4:0 meczu towarzyskim przeciwko Liechtensteinowi. W plebiscycie na najlepszego słowackiego piłkarza Hamšík po raz drugi z rzędu uplasował się na drugiej pozycji za Martinem Škrtelem i po raz drugi z rzędu otrzymał nagrodę dla najlepszego słowackiego piłkarza młodego pokolenia.
14 października 2009 roku Hamšík jako kapitan swojej reprezentacji wystąpił w zwycięskim 1:0 meczu z Polską, który zapewnił Słowakom pierwszy w historii kraju awans na mistrzostwa świata. W grudniu selekcjoner drużyny narodowej – Vladimír Weiss oficjalnie ogłosił Hamšíka nowym kapitanem reprezentacji. Na początku marca 2010 roku gracz Napoli został wybrany najlepszym słowackim zawodnikiem 2009 roku.
Hamšík odegrał kluczową rolę w awansie swojej reprezentacji do finałów UEFA Euro 2016 po raz pierwszy w historii. Występ zakończył jako najskuteczniejszy strzelec w reprezentacji Słowacji, która zajęła drugie miejsce w swojej grupie kwalifikacyjnej, ustępując broniącej tytułu Hiszpanii. Słowacja odniosła sporną porażkę 2–1 w meczu otwarcia UEFA Euro 2016 z Walią 11 czerwca; Hamšík był bliski otwarcia wyniku w 3. minucie gry po pokonaniu kilku walijskich obrońców, ale jego strzał został zatrzymany przez obrońcę Bena Daviesa. W drugim meczu turnieju w grupie B przeciwko Rosji 15 czerwca, Hamšík zaliczył asystę, a później strzelił gola. Doprowadziło to do wygranej 2–1, pierwszej dla reprezentacji Słowacji w tych zawodach. Po remisie 0–0 z Anglią 20 czerwca, Słowacja awansowała do drugiej rundy, jako jedna z najlepszych drużyn z 3. miejsca. Następnie Słowacy zostali wyeliminowani w 1/8 finału 26 czerwca, po porażce 3–0 z ówczesnymi Mistrzami Świata – Niemcami.

#### Gole w reprezentacji
ostatnia aktualizacja: 3 sierpnia 2016
| #   | Data       | Miasto            | Rywal                | Wynik | Minuta | Rozgrywki               |
| --- | ---------- | ----------------- | -------------------- | ----- | ------ | ----------------------- |
| 1.  | 13.10.2007 | Dubnica           | San Marino           | 7:0   | 24'    | eliminacje do Euro 2008 |
| 2.  | 21.11.2007 | Serravalle        | San Marino           | 5:0   | 53'    | eliminacje do Euro 2008 |
| 3.  | 06.09.2008 | Bratysława        | Irlandia Północna    | 2:1   | 70'    | eliminacje do MŚ 2010   |
| 4.  | 19.11.2008 | Żylina            | Liechtenstein        | 4:0   | 43'    | mecz towarzyski         |
| 5.  | 19.11.2008 | Żylina            | Liechtenstein        | 4:0   | 72'    | mecz towarzyski         |
| 6.  | 10.02.2009 | Limassol          | Ukraina              | 2:3   | 69'    | mecz towarzyski         |
| 7.  | 05.09.2009 | Bratysława        | Chile                | 1:2   | 73'    | mecz towarzyski         |
| 8.  | 14.11.2009 | Żylina            | Stany Zjednoczone    | 1:0   | 26'    | mecz towarzyski         |
| 9.  | 15.08.2012 | Kopenhaga         | Dania                | 3:1   | 72'    | mecz towarzyski         |
| 10. | 12.10.2012 | Bratysława        | Łotwa                | 2:1   | 6'     | eliminacje do MŚ 2014   |
| 11. | 10.09.2013 | Żylina            | Bośnia i Hercegowina | 1:2   | 42'    | eliminacje do MŚ 2014   |
| 12. | 12.10.2014 | Borysów           | Białoruś             | 1:3   | 65'    | eliminacje do ME 2016   |
| 13. | 12.10.2014 | Borysów           | Białoruś             | 1:3   | 84'    | eliminacje do ME 2016   |
| 14. | 18.11.2014 | Żylina            | Finlandia            | 2:1   | 7'     | mecz towarzyski         |
| 15. | 14.06.2015 | Żylina            | Macedonia Północna   | 2:1   | 38'    | eliminacje do ME 2016   |
| 16. | 12.10.2015 | Luxembourg City   | Luksemburg           | 2:1   | 24'    | eliminacje do ME 2016   |
| 17. | 12.10.2015 | Luxembourg City   | Luksemburg           | 2:4   | 90+1'  | eliminacje do ME 2016   |
| 18. | 29.05.2016 | Augsburg          | Niemcy               | 1:3   | 41'    | mecz towarzyski         |
| 19. | 15.06.2016 | Villeneuve d`Ascq | Rosja                | 1:2   | 45'    | UEFA Euro 2016          |

## Sukcesy

### SSC Napoli
- Puchar Włoch: 2011/2012, 2013/2014
- Superpuchar Włoch: 2014

### Trabzonspor
- Mistrzostwo Turcji: 2021/2022
- Superpuchar Turcji: 2022

### Indywidualne
- Król asyst Serie A: 2012/2013 (14 asyst), 2014/2015 (10 asyst)

### Wyróżnienia
- Najlepszy młody piłkarz roku Serie A: 2008[69]
- Najlepszy obcokrajowiec sezonu Süper Lig: 2021/2022[70]
- Piłkarz roku na Słowacji: 2009, 2010, 2013, 2014, 2015, 2016, 2017, 2018[71]
- Drużyna sezonu Ligi Europy UEFA: 2014/2015[72]
- Drużyna sezonu Serie A: 2010/2011, 2015/2016, 2016/2017

### Rekordy
- Najskuteczniejszy piłkarz w historii reprezentacji Słowacji: 26 goli
- Najwięcej występów w historii reprezentacji Słowacji: 134 mecze

## Styl gry i umiejętności
Hamšík jest uważany za jednego z najlepszych zawodników w swoim kraju. Były trener Torino – Walter Novellino w jednym z wywiadów powiedział, że wolałby mieć w swoim zespole Hamšíka niż Ronaldinho. Dyrektor generalny Napoli – Pierpaolo Marino wypowiedział się o słowackim pomocniku i jego ewentualnym odejściu do innego klubu w następujący sposób:

Chcemy, aby Marek został, ale to nie znaczy, że zawodnik nie ma szans na odejście. Hamšík nigdy nie prosił o zgodę na transfer, a my nie chcemy robić z piłkarzy niewolników. Nie znaczy to, że Napoli od razu pozwoli mu odejść, jeśli jakiś wielki klub się zgłosi po niego, ale sam zawodnik też ma prawo decydować o swojej przyszłości. Kosztować musi tyle, ile pomocnik, który strzela dziewięć bramek w lidze. Tylko Kaka strzelił we Włoszech więcej, ale Marek jest równie dobry jak Brazylijczyk, gdy miał 22 lata.

Mimo młodego wieku Hamšík uważany jest za piłkarza doświadczonego. Były zawodnik Napoli – Salvatore Bagni powiedział, że słowacki pomocnik jest lepszy od Franka Lamparda i wróży mu świetlaną przyszłość, natomiast dyrektor techniczny West Hamu United – Gianluca Nani nazwał Hamšíka „nowym Stevenem Gerrardem”. Były trener piłkarski – Luigi Maifredi uważa, że Hamšík w przyszłości będzie miał szansę na otrzymanie Złotej Piłki.
Największymi atutami Słowaka są szybkość, dobra kontrola nad piłką oraz wyszkolenie techniczne. Jest prawonożny, jednak bardzo dobrze gra także lewą nogą. Hamšík radzi sobie dobrze zarówno w ofensywie jak i w defensywie – strzela wiele goli, ale jest także dobry w odbiorze piłki. Słowak grywa najczęściej na pozycji ofensywnego pomocnika, jednak ma tendencję do schodzenia w boczne sektory boiska. Słynie także z zimnej krwi oraz mocnych strzałów z dystansu. Jest stałym wykonawcą rzutów karnych zarówno w klubie jak i w reprezentacji.

## Życie prywatne
Rodzina Hamšíka ma sportowe korzenie. Jego ojciec – Richard także był piłkarzem i grał w klubie Dukla Bańska Bystrzyca, natomiast matka uprawiała piłkę ręczną. Siostra Marka – Michaela również trenowała piłkę ręczną, jednak przez problemy z sercem musiała zrezygnować z uprawiania sportu. Narzeczonym Michaeli jest Walter Gargano – kolega klubowy Marka z Napoli. Ulubionym piłkarzem i idolem Hamšíka jest były gracz Juventusu – Pavel Nedvěd. Obaj zawodnicy po raz pierwszy spotkali się podczas rozgrywek Serie B w sezonie 2005/2006, kiedy to Juventus pokonał Napoli 3:1, a Hamšík strzelił honorowego gola dla swojego zespołu. Po meczu obaj piłkarze wymienili się koszulkami oraz porozmawiali i od tej pory utrzymują ze sobą stały kontakt. 
W lipcu 2014 roku Hamšík poślubił Martinę z domu Fraňová. Para ma troje dzieci, dwóch synów o imionach Christian (ur. 2010) i Lucas (ur. 2012) oraz córkę o imieniu Melissa (ur. 2017). Jego siostra Michaela jest żoną urugwajskiego piłkarza Waltera Gargano, kolegi Hamšíka z czasów gry w Napoli.

## Odznaczenia
- Order Ľudovíta Štúra II klasy (2023)[84][85]